# Verdadera destreza

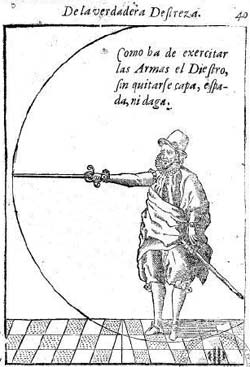
Ilustracion du livre sur la Verdadera Destreza de Jerónimo Sánchez Carranza.

La Destreza ou Verdadera Destreza est un modèle d’escrime créé en Espagne au XVIe siècle, qui va rapidement s’opposer à l’escrime commune, ou escrime vulgaire, par son approche plus intellectualisée. 
Le terme de Destreza signifie dextérité.

## Histoire
La Destreza est née en 1569 sous la plume de Jeronimo Sanchez de Carranza qui en pose les premières bases dans La philosophia de las armas. C’est sans doute dans les travaux de Camillo Agrippa que se trouve une partie de son inspiration mais, contrairement aux maîtres et escrimeurs qui le précèdent, cet humaniste, qui s’appuie sur la raison et la connaissance, souhaite sortir de l’empirisme et faire de l’escrime une discipline fondée sur la géométrie et la démonstration mathématique. Cet objectif est repris par tous les maîtres qui lui succéderont, d’où la qualification de la Destreza d’escrime euclidienne. Cette logique se traduit dans la manière dont elle est enseignée et conçue. La Destreza est une escrime raisonnée et réfléchie. Dans le combat, la raison doit l’emporter sur la passion, et la défense sur l’attaque. Art d’autodéfense, la Destreza permet à celui qui la pratique de rester en vie. La mort de l’adversaire n’est pas une fin en soi, elle peut être nécessaire mais n’est, ni souhaitée à priori, ni recherchée. La contre-attaque est dite mesurée et proportionnée à l’agression ; c’est pour cela que la Destreza trouve son accomplissement dans le mouvement de conclusion : un désarmement qui permet de neutraliser son adversaire sans le tuer. Ainsi le Diestro, nom donné à l'escrimeur qui pratique la Destreza, prouve sa supériorité physique à l’escrime, mais aussi sa supériorité morale en laissant la vie à son agresseur. 
C’est au cours des XVIIe et XVIIIe siècles que la Destreza se diffuse dans la péninsule Ibérique et l’empire espagnol sous l’impulsion de Luis Pacheco de Narvaez, le disciple de Carranza. Elle reste néanmoins relativement confidentielle et réservée à une certaine élite pour au moins deux raisons. Elle s’appuie d’abord sur les mathématiques, et nécessite la maîtrise de notions géométriques, la connaissance d’Euclide, des théorèmes de Pythagore et de Thalès, tout un savoir inaccessible au commun des mortels à l’époque. Ensuite, les principaux maîtres et auteurs de Destreza sont, soit des amateurs qui ne vivent pas de l’escrime, soit des maîtres installés ne cherchant pas de clientèle. Carranza est gouverneur du Honduras de 1589 à 1594 ; Francisco Lorenz de Rada est marquis d’Espagne, vice-roi de Nouvelle-Espagne et gouverneur à vie de Mexico ; Pacheco de Narváez est le maître d’armes attitré du roi Philippe IV, et Ettenhard est capitaine de la garde allemande Philippe IV. C’est pourquoi la Destreza se trouve réservée à une caste d’hidalgos. 

## Principes
Les maîtres, dans leur volonté de faire de l’escrime une science, ont calculé des distances et des angles, et positionné des points, grâce à la démonstration mathématique. L’intérêt de cette approche mathématique et géométrique est qu’elle permet, à celui qui l’étudie ou l’enseigne, de savoir exactement où positionner les différentes parties de son corps. Ainsi, pour le positionnement de l'épée, Rada a défini des plans perpendiculaires à l’horizon et des plans parallèles à l’horizon. 
Il existe trois principaux plans parallèles à l’horizon : le plan inférieur, au niveau du sol, le plan médian à la hauteur du nombril et le plan supérieur à la hauteur des épaules. De la même manière, il existe cinq plans perpendiculaires à l’horizon : le plan vertical droit qui est tangent à l’épaule droite, le plan latéral droit qui passe par l’articulation de l’épaule droite, le plan diamétral de la poitrine passant par le nez et le nombril, le plan latéral gauche qui passe par l’articulation de l’épaule gauche et le plan vertical gauche tangent à l’épaule gauche. Ce système orthonormé permettant de localiser des points au croisement d’un plan parallèle et d’un plan perpendiculaire à l’horizon. Celui qui enseigne la Destreza, peut alors donner des instructions précises à ses élèves en utilisant ces notions. Cela facilite aussi la localisation des techniques de tranchant car on peut situer chaque ligne unissant deux points du système.
Ce système définit un espace en deux dimensions, permettant de positionner la pointe de l’épée et, dans une certaine mesure, la lame. Cependant, il faut une troisième dimension pour décrire précisément tous les mouvements d’escrime, étant donné qu'entre le corps de l'escrimeur et la pointe de l'épée se trouvent trois articulations (épaule, coude, poignet). Pour y parvenir, Rada a défini les mouvements pyramidaux (représentés sur l’estampe). Si la pointe de l’épée se déplace en traçant un cercle, la lame, elle, trace un cône que les auteurs de l’époque nomment pyramide conique ou simplement pyramide. 
Enfin, pour parfaire le système, les pyramides se suivent et s’imbriquent les unes dans les autres. Il existe une pyramide pour le bras, entre l’épaule et le coude, une seconde pour l’avant-bras entre le coude et le poignet, une troisième pour la lame entre le poignet et la pointe de l’épée. Enfin, la main peut tourner sur elle-même.
Une fois ces principes assimilés, le système permet d'expliquer les positions du corps, de la lame, et les mouvements à exécuter pour chaque technique.

## Caractéristiques
Les traités de Destreza partent du principe que les escrimeurs sont de taille semblable, de force semblable, utilisent la même arme, se positionnent à l’angle droit au départ des techniques. Comme ces éléments ne se produisent jamais dans le combat réel, c’est un système théorique. À l’aide de la démonstration mathématique, les maîtres ont défini des règles, des techniques, des mouvements, des medios (Un medio se traduit en Destreza par une distance et un angle), des angles, des lignes, des plans, des positions, des distances que le Diestro s’efforce de respecter dans le combat. Ainsi, en les utilisant, il assure sa défense tout en attaquant son adversaire. Par certains aspects, la Destreza se rapproche des échecs, dont on peut en comprendre rapidement les principaux concepts, mais où une vie est nécessaire pour maîtriser ce système d’une incroyable complexité.
Avoir conscience du caractère théorique de la Destreza est essentiel afin d’en comprendre toutes les implications et d’éviter certaines erreurs.
Un système d’escrime peut être modélisé à partir de la ligne ou à partir du cercle. Les Italiens et les Français ont choisi la première et les Espagnols le second. La Destreza a une logique circulaire: le cercle signifie qu’au cours du combat, le Diestro sort de la ligne par un pas circulaire pour en ouvrir une nouvelle, où il aura une opportunité d’attaque.
La Destreza ne s’applique pas à une arme en particulier, elle peut s’adapter à toutes les armes (ou en tout cas, un très grand nombre d’entre elles). Luis Pacheco de Narvaez utilise une arme proche de la sidesword dans ses traités, Francisco de Rada la rapière, Diego Gomes de Figeiroa l’estramaçon et maître Alberto Bomprezzi l’utilise pour enseigner l’épée longue. En effet, certaines des règles définies sont universelles. La nécessité de contrôler le premier plan vertical, la ligne de combat, s’applique quelle que soit l’arme employée.
La Destreza ne dit pas comment combattre, elle explique comment faire pour bien combattre ; c’est pourquoi les traités ne proposent aucune position de garde. Si le Diestro maîtrise les atajos virtuels, il choisira lui-même la position qui lui semble la plus adéquate (Un atajo est un empêchement que le Diestro pose sur la lame adverse avec ou sans contact avec elle. L’atajo est réel s’il y a un contact, et virtuel dans le cas contraire. Une position de garde est donc un atajo virtuel.). 
Il n’est pas possible de reconnaître d’un coup d’œil, à son style, un escrimeur pratiquant la Destreza, il y autant de manière de tirer qu'il existe de combattants. 
La Destreza ne permet pas de découvrir comment Carranza, Pacheco de Narvaez ou Rada combattaient puisque cette pratique est morte avec eux. En revanche, elle explique les éléments sur lesquels s’appuyait leur pratique et offre aux escrimeurs modernes la possibilité d’analyser et d’améliorer la leur pour mieux combattre.
Contrairement à d’autres systèmes, qui proposent des techniques "clés en main", la Destreza ne donne que des règles ; c’est un système complexe dans lequel le Diestro doit gérer un grand nombre de variables en même temps: cercles, angles, lignes et points, en plus des déplacements à appréhender. Cependant, chacun des éléments pris séparément est simple à comprendre. Le but étant à terme d'établir forteresse inexpugnable et assurer sa protection tout en gardant la capacité de neutraliser son adversaire.